# Ла Манка
«Ла Манка» (фр. Cercle Sportif La Mancha) — конголезский футбольный клуб из Пуэнт-Нуар. Выступает в Премьер-лиге Конго. Домашние матчи проводит на муниципальном стадионе «Пуэнт-Нуар», вмещающем 13 500 зрителей.

## История
Первое упоминание о клубе, по данным сайта national-football-teams.com приходится на 1997 год. «Ла Манка» также известна под названием «Манчестер Конго».
В 2001 клуб участвовал в Кубке КАФ, в первом раунде турнира клуб вылетел из турнира проиграв по сумме двух матчей ангольскому клубу «Атлетику Авиасан» (2:4). В 2001 году команда впервые завоевала серебряные медали чемпионата Конго. В финальном матче уступив «Этюаль де Конго» (1:0).
«Ла Манка» также участвовала в Кубке КАФ 2003, тогда клуб уступил в первом раунде ивуарийскому «ЖК Абиджан» по сумме двух матчей со счётом (1:2). Единственный гол в составе «Ла Манки» забил Лоемба Мавонгу. В 2003 году команда вновь дошла до финала первенства, где проиграла «Сен-Мишелю д’Уэнзе» (0:0 основное время и по пенальти 3:4). В 2006 году клуб в третий раз стал финалистом местного чемпионата, в финале «Ла Манка» уступила «Этюалю де Конго» (1:0). Позже клуб некоторое время выступал во втором по значимости дивизионе Конго. В 2011 году Ла Манка выступала в чемпионате Конго в группе В — Пуэнт-Нуар, и заняла 6 место из 12 участников.

## Достижения
- Серебряный призёр чемпионата Конго (4): 2001, 2003, 2006, 2018

## Стадион
«Ла Манка» выступает на муниципальном стадионе «Пуэнт-Нуар», вмещающем 13 500 зрителей. Стадион был открыт в 2006 году, и кроме «Ла Манки» на нём играют и другие клубы местного чемпионата и национальная сборная Конго.